# Lukas Laube
Lukas Laube (Aarau, 22 de abril del 2000) es un jugador de balonmano suizo que juega de pívot en el TVB 1898 Stuttgart. Es internacional con la selección de balonmano de Suiza.
Su primer gran campeonato con la selección fue el Campeonato Europeo de Balonmano Masculino de 2024.

## Clubes
| Club               | País     | Año       |
| ------------------ | -------- | --------- |
| HSC Suhr Aarau     | Suiza    | ?-2022    |
| GC Amicitia Zürich | Suiza    | 2022-2023 |
| TVB 1898 Stuttgart | Alemania | 2023-Act. |